# Guru Har Sahāi
Guru Har Sahāi är en ort i Indien.   Den ligger i distriktet Ferozepur och delstaten Punjab, i den norra delen av landet, 400 km nordväst om huvudstaden New Delhi. Guru Har Sahāi ligger 191 meter över havet och antalet invånare är 16 027.
Terrängen runt Guru Har Sahāi är mycket platt. Runt Guru Har Sahāi är det tätbefolkat, med 319 invånare per kvadratkilometer. Närmaste större samhälle är Jalālābād, 18,0 km sydväst om Guru Har Sahāi. Trakten runt Guru Har Sahāi består till största delen av jordbruksmark.